# Windsor (letohrádek)
Windsor, někdy též Větrák, je zřícenina větrného mlýna a pozdějšího loveckého letohrádku, která se nachází asi 4 km jihovýchodně od města Lovosice a asi 1,5 km východně od obce Siřejovice na Litoměřicku v bezprostřední blízkosti dálnice D8 z Prahy do Drážďan. Od roku 1964 je chráněn jako kulturní památka. Zámeček je v soukromém vlastnictví, veřejnosti je nepřístupný.

## Historie
Původní větrný mlýn holandského typu byl postaven roku 1843 z místní světlé opuky a z cihel. Stavba měla kruhovou dispozici s přibližnou výškou 12 a průměrem 8,5 metru. Větrný mlýn byl používán ke mletí až do roku 1870, poté mlýn koupili bratři Tschinkelové a přestavěli jej na lovecký zámeček v novogotickém stylu zvaný Windsor. Na konci 80. let 19. století byl letohrádek prodán ve veřejné dražbě. Vystřídal několik majitelů, až zůstal opuštěn a zchátral. Objekt byl ještě částečně obyvatelný za 1. světové války, poté se začal rozpadat, až zbylo jen obvodové zdivo.